# ساحل الجوابر
ساحل الجوابر إحدى قرى مركز الشهداء التابع لمحافظة المنوفية في جمهورية مصر العربية.

## التاريخ
قرية ساحل الجوابر من القرى القديمة، حيث وردت باسم «ساحل دلكا» في أعمال جزيرة بني نصر ضمن قرى الروك الصلاحي التي أحصاها ابن مماتي في كتاب قوانين الدواوين، كما وردت باسم «ساحل دلكا» في أعمال جزيرة بني نصر ضمن قرى الروك الناصري التي أحصاها ابن الجيعان في كتاب «التحفة السنية بأسماء البلاد المصرية». وفي العصر العثماني وردت باسم «ساحل دلكا ساحل الجوابر» في التربيع العثماني الذي أجراه الوالي العثماني سليمان باشا الخادم في عصر السلطان العثماني سليمان القانوني ضمن قرى ولاية جزيرة بني نصر، وفي تاريخ 1228هـ/1813م الذي عدّ قرى مصر بعد المسح الذي قام به محمد علي باشا باسم «ساحل الجوابر» ضمن قرى مديرية المنوفية.

## السكان
بلغ عدد سكان ساحل الجوابر 8,813 نسمة، حسب الإحصاء الرسمي لعام 2006.